# バラエティワイド こんな時α
バラエティワイド こんな時α（バラエティワイド こんなときアルファ）は、1983年1月から1985年10月まで朝日放送（ABCテレビ）で放送された平日帯のワイド番組である。毎週月曜から金曜の14時台に放送。

## 概要
前番組『ワイドショー・プラスα』のコンセプトを受け継いだ番組で、曜日ごとに異なる主旨のコーナーを展開していた。

## 主な内容
月曜日：おやおやマンデー
大屋政子と玉井孝（当時ABCアナウンサー）が繰り広げていたコーナーで、言うなれば『ポーラ婦人ニュース』のリメイク版。
　　 占い専科
火曜日：女の三面記事
　　　　　鶴瓶のふたたび女学校
　笑福亭鶴瓶を担任として、一般から募集された女生徒（主婦）を一学級とし、さまざまな講義を通して、社会教養を深めようという狙い。
水曜日：ABCほうれん荘
架空のマンション「ABCほうれん荘」を舞台に繰り広げる、ミュージカルを交えたコーナー。
木曜日：木曜裁判
実際に起こった事件をドラマ形式で再現し、裁判までの過程を描くサスペンスコーナー。
金曜日：噂のブラウン館

## 出演者

### 司会
- 西野義和（当時ABCアナウンサー）
- 舟倉たまき（女優）
- 梨木加陽子（フリーアナウンサー、元KBS京都アナウンサー）

### レギュラー
- 乾浩明（当時ABCアナウンサー）
- 上沼恵美子
- 月亭八方
- トミーズ
- 玉井孝（当時ABCアナウンサー）
- 大屋政子
- 笑福亭鶴瓶（火曜レギュラー）
- 松本佳代子（フリーアナウンサー。前番組『ワイドショー・プラスα』に引き続き、金曜レギュラーで出演）

ほか

## スタッフ
- 構成 - 疋田哲夫

-杉尾幸正
- テーマ音楽 - クロード・チアリ
- プロデューサー - 西村大介

- 松本明
- 大鹿和男
- ディレクター - 新宮寿彦

- 田中驍
- 石橋達夫
- 依田正和
- 福居潤
- 増田隆一
- 阿頼耶歩
- 制作 - 朝日放送